# Чубушник 'Belle Etoile'
Чубушник 'Belle Etoile' (Philadelphus 'Belle Etoile') — сорт рода Чубушник (лат. Philadélphus).
Используется как декоративный красиво-цветущий листопадный кустарник.
'Belle Etoile' — один из группы гибридов, созданных фирмой французского селекционера Виктора Лемуана в конце 1800-х и начале 1900-х годов. Этот гибрид отличается одним из лучших ароматов цветков, продолжительным периодом цветения и компактной формой куста.
'Belle Etoile' похож на советский сорт 'Необычный', выведенный Н. К. Веховым. 'Belle Etoile' отличается меньшим размером куста и более слабым ароматом.

## Характеристика сорта
Высота куста 1—1,8 м, ширина 1,2—2,4 м (в средней полосе России высота около 1 м).
Листья остро-яйцевидные, 3—5 см длиной, зелёные, расположены супротивно.
Цветки, как правило, одиночные, около 2 см в диаметре, обладают несильным пряным ароматом. Лепестки белые, у основания розово-лиловые. Пыльники жёлтые.
Цветение в конце весны — начале лета.

## В культуре
Рекомендуется высаживать в местах, освещённых солнцем, или в полутени. В тени вытягиваются побеги и ухудшается цветение.
Почва: хорошо дренированная, умеренно влажная, плодородная.
Зоны морозостойкости (USDA-зоны): от 5 до 8. По другим данным 6а. В средней полосе России не зимостоек.
Рекомендуемые подкормки: ежегодно одно ведро навозной жижи (1:10). На 3-й год после посадки вносят минеральные удобрения: 15 г мочевины, 30 г суперфосфата, 15 г сернокислого калия, которые разводят в 10 л воды и расходуют на одно — два растения. После цветения на 1 м² дают 20—30 г суперфосфата и 15 г сульфата калия или 100−150 г древесной золы.
Формирующая обрезка. Ранней весной наиболее сильные побеги подвергают слабой обрезке, а слабые побеги — сильной. Удаляют побеги старше 10 лет.
Омолаживающая обрезка. Ранней весной 3—4 побега укорачивают до 30—40 см. Все остальные срезают на уровне почвы. Срезы обрабатывают садовым варом. Приствольный круг мульчируют компостом. В течение вегетационного периода куст несколько раз подкармливают органическими удобрениями и регулярно поливают. Следующей весной почти все побеги удаляют, срезая на кольцо, оставляют на каждом пеньке лишь по два — три наиболее сильных, из которых формируют основу нового куста.
Хорошо сочетается с другими красивоцветущими кустарниками, гортензиями, вейгелами, спиреями. Эффектно смотрятся и на фоне деревьев с ажурной кроной или ярко окрашенной листвой.

## Награды
- Award Merit, 1930
- Award of Garden Merit, 2002[5]